# Mario Boccalatte
Mario Boccalatte (Biella, 4 maggio 1933 – 10 marzo 2021) è stato un calciatore italiano, di ruolo centrocampista.

## Carriera
Conta 63 presenze in Serie B con le maglie di Monza e Reggiana. Ha inoltre disputato sette campionati di Serie C con la Biellese, con cui ha anche vinto un campionato di IV Serie.

## Palmarès

### Club

#### Competizioni nazionali
- IV Serie: 1

Biellese: 1955-1956

#### Competizioni regionali
- Prima Categoria: 1

Cossatese: 1966-1967